# Van Gogh (Kodallı)
Van Gogh és una òpera del compositor turc Nevit Kodallı composta en la dècada del 1950. Explica la vida del pintor Vincent van Gogh. El llibret pertany als escriptors turcs Orhan Asena, Aydın Gün i Bülent Sokullu, escrit el 1956, i basant-se en Lust for Life d'Irving Stone.